# Sorbaria
Sorbaria es un género con 13 especies de plantas perteneciente a la familia de las rosáceas.

## Taxonomía
Sorbaria fue descrito por (Ser. ex DC.) A.Braun y publicado en Flora der Provinz Brandenburg 1(1): 177, en el año 1860.

## Especies
- Sorbaria arborea
- Sorbaria assurgens
- Sorbaria gilgitensis
- Sorbaria grandiflora
- Sorbaria kirilowi
- Sorbaria kirilowii
- Sorbaria lindleyana
- Sorbaria millefolium
- Sorbaria olgae
- Sorbaria pallasii
- Sorbaria rhoifolia
- Sorbaria sorbifolia
- Sorbaria stellipila
- Sorbaria tomentosa